# NHL Entry Draft 1994
NHL Entry Draft 1994 był 32. draftem NHL w historii. Odbył się w dniach 28-29 czerwca w Hartford Civic Center w Hartford.

## Draft 1994

### Runda 1
| #  | Zawodnik              | Narodowość        | Drużyna NHL                                                                              | Klub macierzysty            |
| -- | --------------------- | ----------------- | ---------------------------------------------------------------------------------------- | --------------------------- |
| 1  | Ed Jovanovski (O)     | Kanada            | Florida Panthers                                                                         | Windsor Spitfires (OHL)     |
| 2  | Oleg Twierdowski (O)  | Rosja             | Mighty Ducks of Anaheim                                                                  | Krylja Sowietow Moskwa      |
| 3  | Radek Bonk (C)        | Czechy            | Ottawa Senators                                                                          | Las Vegas Thunder (IHL)     |
| 4  | Jason Bonsignore (C)  | Stany Zjednoczone | Edmonton Oilers (z Winnipeg Jets)                                                        | Niagara Falls Thunder (OHL) |
| 5  | Jeff O’Neill (C)      | Kanada            | Hartford Whalers                                                                         | Guelph Storm (OHL)          |
| 6  | Ryan Smyth (LS)       | Kanada            | Edmonton Oilers                                                                          | Moose Jaw Warriors (WHL)    |
| 7  | Jamie Storr (B)       | Kanada            | Los Angeles Kings                                                                        | Owen Sound Platers (OHL)    |
| 8  | Jason Wiemer (C)      | Kanada            | Tampa Bay Lightning                                                                      | Portland Winter Hawks (WHL) |
| 9  | Brett Lindros (PS)    | Kanada            | New York Islanders (z Quebec Nordiques)                                                  | Kingston Frontenacs (OHL)   |
| 10 | Nolan Baumgartner (O) | Kanada            | Washington Capitals (z Philadelphia Flyers przez Quebec Nordiques i Toronto Maple Leafs) | Kamloops Blazers (WHL)      |
| 13 | Mattias Öhlund (O)    | Szwecja           | Vancouver Canucks                                                                        | Luleå HF (Elitserien)       |

### Runda 2
| #  | Zawodnik             | Narodowość        | Drużyna NHL             | Klub macierzysty           |
| -- | -------------------- | ----------------- | ----------------------- | -------------------------- |
| 28 | Johan Davidsson (C)  | Szwecja           | Mighty Ducks of Anaheim | HV71                       |
| 30 | Deron Quint (O)      | Stany Zjednoczone | Winnipeg Jets           | Seattle Thunderbirds (WHL) |
| 37 | Angel Nikolov (O)    | Czechy            | San Jose Sharks         | HC Litvínov                |
| 38 | Jason Holland (O)    | Kanada            | New York Islanders      | Kamloops Blazers (WHL)     |
| 44 | José Théodore (B)    | Kanada            | Montreal Canadiens      | Saint-Jean Lynx (QMJHL)    |
| 45 | Dmitrij Riabykin (O) | Rosja             | Calgary Flames          | Dinamo Moskwa              |
| 51 | Patrik Eliáš (LS)    | Czechy            | New Jersey Devils       | Poldi Kladno               |
| 52 | Rudolf Verčík (LS)   | Słowacja          | New York Rangers        | Slovan Bratysława          |

### Runda 3
| #  | Zawodnik                 | Narodowość        | Drużyna NHL                                                 | Klub macierzysty                               |
| -- | ------------------------ | ----------------- | ----------------------------------------------------------- | ---------------------------------------------- |
| 45 | Wadim Jepanczincew (C)   | Rosja             | Tampa Bay Lightning (z Ottawa Senators przez Anaheim Ducks) | Spartak Moskwa                                 |
| 59 | Witalij Jaczmieniow (PS) | Rosja             | Los Angeles Kings                                           | North Bay Centennials (OHL)                    |
| 64 | Fredrik Modin (LS)       | Szwecja           | Toronto Maple Leafs (z New York Islanders)                  | Timrå IK                                       |
| 70 | Marko Kiprusoff (O)      | Finlandia         | Montreal Canadiens                                          | TPS                                            |
| 72 | Chris Drury (C)          | Stany Zjednoczone | Quebec Nordiques (z Dallas Stars)                           | Fairfield College Preparatory School (USHS–CT) |

### Runda 4
| #  | Zawodnik              | Narodowość | Drużyna NHL                          | Klub macierzysty   |
| -- | --------------------- | ---------- | ------------------------------------ | ------------------ |
| 84 | David Nemirovsky (PS) | Kanada     | Florida Panthers (z Edmonton Oilers) | Ottawa 67’s (OHL)  |
| 87 | Milan Hejduk (PS)     | Czechy     | Quebec Nordiques                     | HC Pardubice       |
| 98 | Jamie Wright (LS)     | Kanada     | Dallas Stars                         | Guelph Storm (OHL) |

### Runda 5
| #   | Zawodnik              | Narodowość | Drużyna NHL    | Klub macierzysty              |
| --- | --------------------- | ---------- | -------------- | ----------------------------- |
| 121 | Serhij Kłymentjew (O) | Ukraina    | Buffalo Sabres | Medicine Hat Tigers (WHL)     |
| 124 | Marty Turco (B)       | Kanada     | Dallas Stars   | Cambridge Winterhawks (MWJHL) |

### Runda 6
| #   | Zawodnik                  | Narodowość | Drużyna NHL         | Klub macierzysty       |
| --- | ------------------------- | ---------- | ------------------- | ---------------------- |
| 133 | Daniel Alfredsson (PS)    | Szwecja    | Ottawa Senators     | Västra Frölunda HC     |
| 140 | Aleksandr Sieliwanow (PS) | Rosja      | Philadelphia Flyers | Spartak Moskwa         |
| 141 | Aleksandr Koroluk (LS)    | Rosja      | San Jose Sharks     | Krylja Sowietow Moskwa |

### Runda 7
| #   | Zawodnik           | Narodowość | Drużyna NHL    | Klub macierzysty            |
| --- | ------------------ | ---------- | -------------- | --------------------------- |
| 175 | Ladislav Kohn (PS) | Czechy     | Calgary Flames | Swift Current Broncos (WHL) |

### Runda 8
| #   | Zawodnik            | Narodowość | Drużyna NHL                          | Klub macierzysty       |
| --- | ------------------- | ---------- | ------------------------------------ | ---------------------- |
| 202 | Raymond Giroux (PS) | Kanada     | Philadelphia Flyers (z Dallas Stars) | Powassan Hawks (MWJHL) |

### Runda 9
| #   | Zawodnik                | Narodowość        | Drużyna NHL                           | Klub macierzysty                    |
| --- | ----------------------- | ----------------- | ------------------------------------- | ----------------------------------- |
| 209 | Witalij Jeriemiejew (B) | Kazachstan        | New York Rangers (z Florida Panthers) | Torpedo Ust-Kamienogorsk            |
| 217 | Tim Thomas (B)          | Stany Zjednoczone | Quebec Nordiques                      | University of Vermont (Hockey East) |
| 218 | Johan Hedberg (B)       | Szwecja           | Philadelphia Flyers                   | Leksands IF                         |
| 219 | Jewgienij Nabokow (B)   | Kazachstan        | San Jose Sharks                       | Torpedo Ust-Kamienogorsk            |
| 226 | Tomáš Vokoun (B)        | Czechy            | Montreal Canadiens                    | Poldi Kladno                        |
| 227 | Jörgen Jönsson (C)      | Szwecja           | Calgary Flames                        | Rögle BK                            |
| 233 | Steve Sullivan (LS)     | Kanada            | New Jersey Devils                     | Sault Ste. Marie Greyhounds (OHL)   |

### Runda 10
| #   | Zawodnik                | Narodowość | Drużyna NHL         | Klub macierzysty     |
| --- | ----------------------- | ---------- | ------------------- | -------------------- |
| 256 | Siergiej Bieriezin (LS) | Rosja      | Toronto Maple Leafs | Chimik Woskriesiensk |
| 257 | Tomas Holmström (LS)    | Szwecja    | Detroit Red Wings   | Bodens BIK           |
| 260 | Radoslav Kropáč (PS)    | Słowacja   | New York Rangers    | Slovan Bratysława    |

### Runda 11
| #   | Zawodnik           | Narodowość | Drużyna NHL        | Klub macierzysty |
| --- | ------------------ | ---------- | ------------------ | ---------------- |
| 272 | Dick Tärnström (O) | Szwecja    | New York Islanders | AIK              |

Legenda: B – bramkarz, O – obrońca, C – center, LS – lewoskrzydłowy, PS – prawoskrzydłowy.